# Relaciones Francia-Italia
Las relaciones Francia-Italia, relaciones franco-italianas o relaciones ítalo-francesas son las relaciones internacionales entre la República Francesa y la República Italiana, así como los vínculos históricos que comparten. Ambos países se encuentran entre los seis que fundó la Comunidad Europea, el predecesor de la Unión Europea. También son miembros fundadores del G7 y la OTAN. Desde el 9 de abril de 1956 Roma y París son exclusivamente y recíprocamente ciudades hermanadas entre sí:
 Seule Paris est digne de Rome; seule Rome est digne de Paris. 
 Solo Parigi è degna di Roma; solo Roma è degna di Parigi. 
"Sólo París es digna de Roma, sólo Roma es digna de París".

## Frontera
Los dos países comparten 488 km de frontera. La frontera quedó determinada en 1860 por el Tratado de Turín.
El reino de Francia había compartido una frontera con el Ducado de Saboya desde la incorporación de Provenza en Francia en  Carlos VIII en 1486. La región de la frontera franco-italiana en general había sido parte del Reino de Arelat durante los siglos del XI al XIV.
La frontera entre Francia y Saboya se había quedado en continuo cambio desde las guerras de Italia. En la Edad Moderna, se fijó por el  Tratado de Turín de 1686.
Después de la Guerra de Sucesión Española, la Casa de Saboya consiguió grandes ganancias territoriales, convirtiéndose en el núcleo del siglo XVIII para la posterior unificación de Italia.
Saboya fue ocupada por la Francia revolucionaria de 1792 a 1815. Saboya, junto con Piamonte y Niza, se unieron al Reino de Cerdeña en el Congreso de Viena en 1815. En 1860, bajo los términos del Tratado de Turín, Saboya y  Niza fue anexada por Francia, mientras que Piamonte y Valle de Aosta pasó a Italia. El último duque de Saboya,  Victor Emmanuel II, se convirtió en Rey de Italia.
Persiste una disputa territorial sobre el titularidad de la cumbre del Mont Blanc, la montaña más alta de Europa Occidental.

## Historia
En 1881, durante tres días, una "caza de brujas" contra los Italianos" es organizada, que hace tres muertos y veinte y uno heridos. Ciertos comentadores políticos, cuyo más representativo es el economista liberal Paul Leroy-Beaulieu, abiertamente animan la xenofobia hacia los italianos. Sin embargo, las relaciones entre las comunidades de trabajadores eran buenas y los sindicatos apelan a la solidaridad entre obreros franceses e italianos.
El 26 de noviembre de 2021, Francia e Italia hacen oficial la firma del Tratado del Quirinal, firmado por el Primer Ministro Mario Draghi y el presidente Emmanuel Macron en el Palacio del Quirinal en Roma. Tiene como objetivo proporcionar un marco estable y formalizado para la cooperación en las relaciones entre los dos países, siendo una especie de equivalente transalpino al Tratado del Elíseo y el Tratado de Aquisgrán, los cuales organizan y rigen las relaciones franco-alemanas. El tratado es visto como un intento de hacer contrapeso al poder de facto que goza Alemania en la Unión Europea, buscando así Italia y Francia tener un papel mucho más clave y consolidado en la UE con el nuevo eje Paris-Roma.

## Economía
Francia es el segundo socio comercial más importante de Italia y simétricamente Italia es también el segundo mayor socio comercial de Francia.

## Influencias interculturales

### Cultura italiana en Francia
El Renacimiento italiano tuvo una gran influencia en Francia durante el siglo XVI.
Dos reinas de Francia, Catalina de Médici y María de Médici y un primer ministro de Francia, Giulio Mazzarino, eran italianos. A su vez, la Casa de Saboya, que gobernó Italia en 1861-1946, tuvo origen francés, de la región histórica de Saboya.
Muchos italianos emigraron a Francia durante la primera parte del siglo XX. En 1911, 36% de los extranjeros que viven en Francia eran italianos.
Hoy en día 340 mil ciudadanos italianos viven en Francia, mientras que 130.000 ciudadanos franceses viven en Italia. En el departamento francés de los Alpes Marítimos al menos el 80% de la población puede tener ascendencia italiana y el 40% puede reclamarlo como exclusivamente italiano y el idioma italiano es la lengua madre de 30% de la población. En Córcega la cultura local es más cercana a la italiana que a la francesa. [cita requerida].

### Cultura francesa en Italia
Villa Médici sede de la Academia de Francia en Roma, es responsable de la promoción de la cultura francesa en Italia.

## Instituciones
Tanto Francia e Italia son los miembros fundadores de la Unión Europea y adoptaron el Euro a partir de su introducción.
Desde 1982 una cumbre anual formalizó la cooperación franco-italiana en Villa Madama.

## Deporte
- La Rivalidad futbolística entre Italia y Francia es una de las más famosas rivalidades del deporte en todo el mundo.
- La Trofeo Giuseppe Garibaldi es un trofeo para el ganador en el Torneo de las Seis Naciones entre  Francia e  Italia  en rugby.